# En dedans d'une muraille
En dedans d'une muraille (Within a Wall) est une nouvelle d'Agatha Christie.
Initialement publiée en octobre 1925 dans la revue The Royal Magazine au Royaume-Uni, cette nouvelle a été reprise en recueil en 1997 dans While the Light Lasts and Other Stories au Royaume-Uni. Elle a été publiée pour la première fois en France dans le recueil Tant que brillera le jour en 1999.

## Éditions
Avant la publication dans un recueil, la nouvelle avait fait l'objet de publications dans des revues :
- en octobre 1925, au Royaume-Uni, dans le no 324 de la revue The Royal Magazine[1].

La nouvelle a ensuite fait partie de plusieurs recueils :
- en 1997, au Royaume-Uni, dans While the Light Lasts and Other Stories[1] (avec 8 autres nouvelles) ;
- en 1997, aux États-Unis, dans The Harlequin Tea Set and Other Stories[1] (avec 8 autres nouvelles) ;
- en 1999, en France, dans Tant que brillera le jour (adaptation du recueil britannique de 1997).